# ZZKO Topaz
Zautomatyzowany Zestaw Kierowania Ogniem (ZZKO) Topaz – polski zautomatyzowany system dowodzenia i kierowania ogniem artylerii.

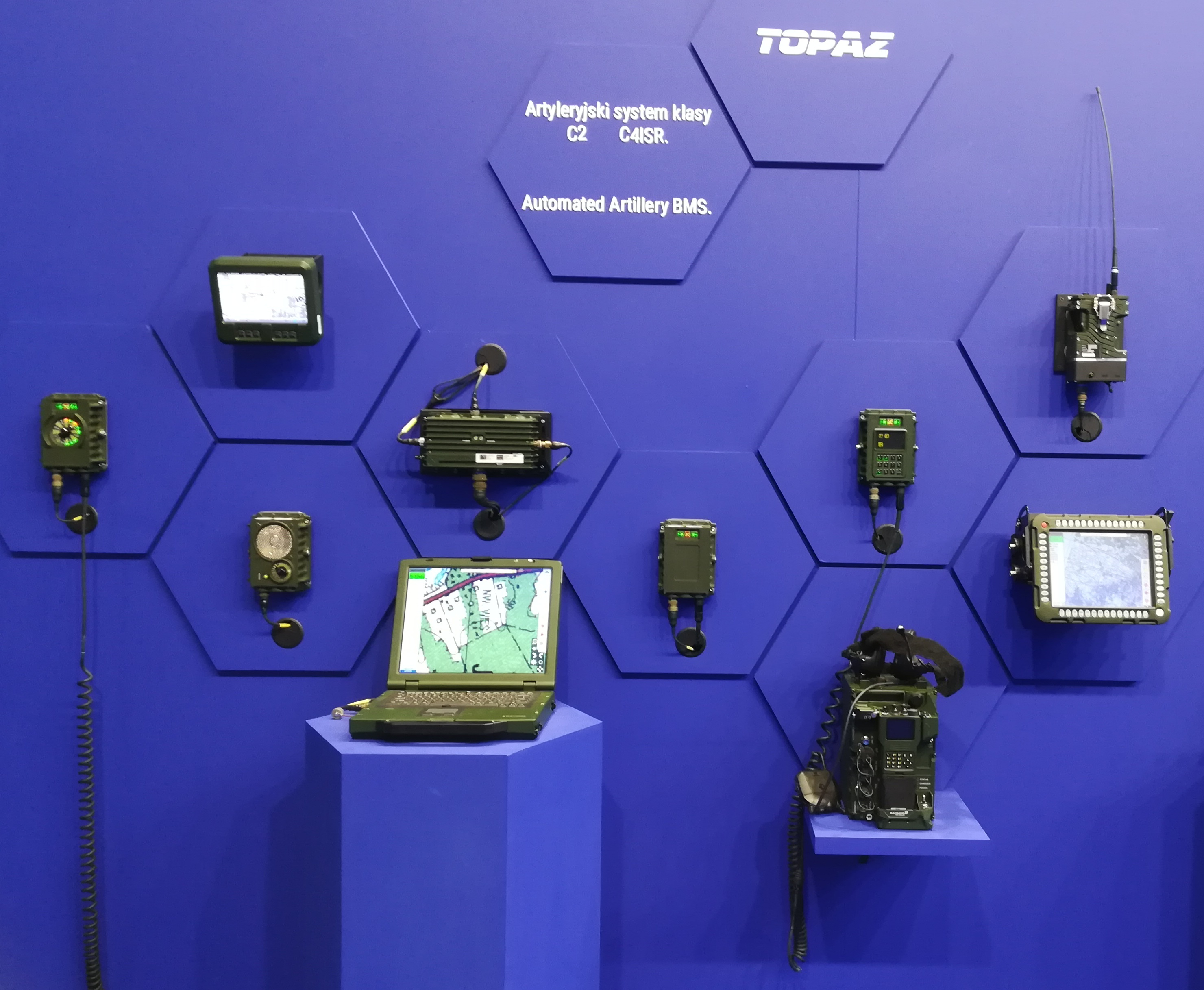
Komponenty zestawu Topaz

## Historia
Prace nad automatyzacją dowodzenia polskiej artylerii rozpoczęto jeszcze w latach 80. XX wieku, pod kryptonimem Opal, z udziałem Wojskowego Instytutu Technicznego Uzbrojenia (WITU), lecz na początku kolejnej dekady zostały przerwane. Dopiero w latach 90, w związku z dostępnością nowych technologii, mogły one doprowadzić do powstania dopracowanego systemu. W 1994 roku Ministerstwo Obrony Narodowej zleciło WITU podjęcie prac badawczo-rozwojowych pod kryptonimem Topaz nad zestawem dowodzenia i kierowania ogniem dywizjonu haubic samobieżnych 2S1 Goździk. prace prowadzone były we współpracy z prywatną spółką WB Electronics. W 1998 roku został opracowany prototypowy system, w którym dane cyfrowe były transmitowane jeszcze za pomocą analogowych radiostacji R-123. W tym czasie jednak na wyposażenie Wojska Polskiego zostały przyjęte cyfrowe radiostacje systemu PR4G produkowane na licencji przez zakłady Radmor i w październiku 1998 roku podjęto decyzję o pełnym ucyfrowieniu systemu w oparciu o nowe środki łączności. MON podpisał umowę ze spółką WB Electronics na fazę wdrożeniową programu. Zestaw w pierwotnej postaci obejmował sprzęt dla dywizjonu haubic (12 dział, wóz dowódcy dywizjonu, wóz szefa sztabu, 3 pojazdy ZWD-99BaT na podwoziu Honker dowódców baterii i 3 takie pojazdy plutonów rozpoznania). We wrześniu 1999 roku przeprowadzono badania poligonowe zestawu, które zakończyły się pomyślnie i w 2002 roku podpisano umowę z WB Electronics na modernizację pierwszych 10 dywizjonów haubic 2S1. Ogółem liczba zmodernizowanych dywizjonów sięgnęła 13.
W późniejszych latach przystosowane zestawy Topaz wdrożono także w czterech dywizjonach z armatohaubicami samobieżnymi wz. 1977 Dana i wszystkich dywizjonach armatohaubic AHS Krab i modułach ogniowych moździerzy samobieżnych M120 Rak. Opracowano także wersje systemu Topaz dla wyrzutni rakietowych WR-40 Langusta i moździerzy 98 mm M-98 (SKO-M).
Topaz to system klasy C3ISTAR (ang. command, control, communications, intelligence, surveillance, target acquisition and reconnaissance), będący zintegrowanym systemem zarządzania walką dla Wojsk Lądowych. Umożliwia skrócenie czasu reakcji ogniowej, automatyzację określania nastaw do prowadzenia ognia, zautomatyzowany obieg informacji rozpoznawczych i zapewnienie świadomości sytuacyjnej. Działanie opiera się na wymianie informacji między terminalami komputerowymi montowanymi w wozach dowodzenia, działach, innych pojazdach specjalistycznych oraz terminalami wynośnymi, w ramach sieci rozpoznania, dowodzenia i kierowania ogniem. Opiera się na wymianie danych w formie cyfrowej i współpracuje z radiostacjami serii PR4G oraz w nowszych wersjach z rodziny F@stnet. Nowsze wersje dzięki protokołowi wymiany danych ADatP-3(A) mogą współpracować z systemami dowodzenia innych państw NATO.